# Handsworth Revolution
| Recensione              | Giudizio        |
| ----------------------- | --------------- |
| AllMusic                | [ 1 ]           |
| Sputnikmusic            | 4.0 (Excellent) |
| Dizionario del Pop-Rock | [ 3 ]           |

Handsworth Revolution è un album reggae degli Steel Pulse. Prende il nome dal quartiere Handsworth di Birmingham, in Inghilterra, patria della band.
Il primo singolo Steel Pulse per Island Records, Ku Klux Klan (un invito per la resistenza contro le forze di razzismo) è stato pubblicato nel febbraio 1978.
Handsworth Revolution è stato prodotto da Karl Pitterson, che aveva già lavorato con i principali artisti giamaicani come Bob Marley, Bunny Wailer e Peter Tosh. L'album raggiunse la posizione n. 9 delle classifiche britanniche a dieci giorni dalla sua uscita. La band avrebbe presto supportato Bob Marley & The Wailers in un tour europeo con dodici esibizioni nel mese di giugno e luglio 1978, tra cui concerti a Parigi, Ibiza, Göteborg, Stoccolma, Oslo, Rotterdam, Amsterdam e Bruxelles. Il tour è iniziato con un festival all'aperto a Bingley New Hall a Stafford.
Gli Steel Pulse hanno intitolato il loro tour proprio nel 1978 e hanno estratto altri due singoli dall'album: Prediction e Prodigal Son. Mykaell Riley lasciò la band a causa di divergenze musicali ed ebbe successo con l'Orchestra Filarmonica di Reggae e come produttore per una serie di artisti e temi televisivi. Dopo la sua partenza, David Hinds fu proiettato sotto i riflettori e nel tentativo di attirare maggior pubblico di colore, il gruppo ha adottato la bandiera del movimento Rastafari. Fra le apparizioni in televisione, anche spettacoli tradizionali come Top of the Pops e Rock Goes to College. A una delle loro manifestazioni di Rock Against Racism a Victoria Park, nell'East London nell'aprile del 1978, più di 80.000 persone hanno assistito a un concerto che comprendeva anche The Clash, Tom Robinson Band e X-Ray Spex.
Una performance live del brano Macka Splaff è apparsa su una raccolta del 1978 della Virgin Records, intitolata Live at the Electric Circus, insieme a brani di The Fall, Joy Division, Buzzcocks e John Cooper Clarke. Due dei loro brani sono stati inclusi anche nel film Reggae in Babylon, che documentava il movimento reggae in Gran Bretagna nel 1978, a fianco Aswad, Matumbi, Jimmy Lindsay e Alton Ellis.

## Tracce

### LP
Lato A
Testi e musiche di Steel Pulse.
1. Handsworth Revolution – 5:15
2. Bad Man – 3:22
3. Soldiers – 4:52
4. Sound Check – 5:24

Lato B
Testi e musiche di Steel Pulse.
1. Prodigal Son – 5:02
2. Ku Klux Klan – 4:18
3. Prediction – 3:39
4. Macka Splaff – 5:30

## Formazione
- David Hinds - voce solista, chitarra ritmica
- Basil Gabbidon - chitarra solista, voce
- Selwyn Brown - tastiere, voce, percussioni
- Ronnie McQueen - basso, percussioni
- Steve Nisbett - batteria
- Alphonso Martin - voce, percussioni
- Michael (Mykaell) Riley - voce, percussioni

Altri musicisti
- Dick Cuthell - funda drum
- Satch - repeater

Note aggiuntive
- Karl Pitterson - produttore
- Karl Pitterson, Steve Lillywhite e Godwin Logie - produttori (brano: Ku Klux Klan)
- Pete King - produttore esecutivo, management
- Horace - ingegnere delle registrazioni (live)
- Godwin Logie - assistente ingegnere delle registrazioni
- Andrew Aloof - illustrazione copertina album originale
- Bloomfield/Travis - design copertina album originale[4]

## Classifica
Album
| Anno | Classifica            | Posizione raggiunta |
| ---- | --------------------- | ------------------- |
| 1978 | Official Albums Chart | 9                   |

Singoli
| Anno | Titolo del brano | Classifica             | Posizione raggiunta |
| ---- | ---------------- | ---------------------- | ------------------- |
| 1978 | Prodigal Son     | Official Singles Chart | 35                  |
| 1978 | Ku Klux Klan     | Official Singles Chart | 41                  |